# Mahuna viridicans
Mahuna viridicans är en insektsart som beskrevs av Jacobi 1928. Mahuna viridicans ingår i släktet Mahuna och familjen vedstritar. Inga underarter finns listade i Catalogue of Life.